# بخش میلفورد (شهرستان ناکس، اوهایو)
بخش میلفورد (به انگلیسی: Milford Township) یک منطقهٔ مسکونی در ایالات متحده آمریکا است که در شهرستان ناکس، اوهایو واقع شده‌است.
 بخش میلفورد ۶۶٫۶ کیلومتر مربع مساحت و ۱٬۷۷۲ نفر جمعیت دارد و ۳۶۹ متر بالاتر از سطح دریا واقع شده‌است.